# بیران داملا ییلماز
بیران داملا ییلماز (ترکی استانبولی: Biran Damla Yılmaz؛ زادهٔ ۲۸ ژوئن ۱۹۹۷) بازیگر اهل ترکیه است.
وی از سال ۲۰۱۳ میلادی تاکنون مشغول فعالیت بوده است. از فیلم‌ها یا برنامه‌های تلویزیونی که وی در آن ایفای نقش کرده است می‌توان به غنچه‌های زخمی و سیب ممنوعه اشاره کرد.